# Sảy thai
Trong y học, sảy thai hay hư thai, là cái chết tự nhiên của bào thai trước khi nó có khả năng sống sót độc lập. Các triệu chứng phổ biến nhất của sảy thai là chảy máu âm đạo có đau hoặc không đau. Buồn phiền, lo âu, và mặc cảm tội lỗi có thể xảy ra sau khi sảy thai. Mô hoặc các cục máu đông cũng có thể chảy ra khỏi âm đạo.
Các yếu tố của nguy cơ hư/sẩy thai bao gồm chồng/vợ già, đã có sẩy thai trước đó, tiếp xúc với khói thuốc lá, béo phì, tiểu đường, sử dụng rượu hoặc ma túy. Trong những người dưới 35 tuổi có nguy cơ sảy thai khoảng 10%, trong khi nó là khoảng 45% ở những người trên 40 tuổi. Nguy cơ bắt đầu tăng từ khoảng tuổi 30 trở đi. Khoảng 80% các trường hợp sẩy thai xảy ra trong 12 tuần đầu của thai kỳ (ba tháng đầu tiên). Nguyên nhân cơ bản trong khoảng một nửa số trường hợp liên quan đến nhiễm sắc thể bất thường. Các điều kiện khác có thể tạo ra các triệu chứng tương tự bao gồm có thai ngoài tử cung và chảy máu khi cấy thai. Chẩn đoán sẩy thai có thể liên quan đến việc kiểm tra để xem cổ tử cung mở hay đóng, kiểm tra nồng độ trong máu của gonadotropin màng đệm ở người (hCG), và siêu âm.
Phòng ngừa sảy thai là thỉnh thoảng có thể với dịch vụ chăm sóc trước khi sinh tốt. Nếu không dùng rượu, ma túy, tránh các bệnh truyền nhiễm, và phóng xạ có thể giúp hạn chế sảy thai. Không có điều trị đặc hiệu trong thời gian 7-14 ngày đầu tiên. Hầu hết sẩy thai sẽ tự kết thúc mà không cần can thiệp thêm. Thỉnh thoảng misoprostol hay một phẫu thuật như hút chân không được thực hiện để lấy thai chết. Phụ nữ có rhesus âm tính có thể yêu cầu Rho (D) globulin miễn dịch. Thuốc giảm đau có thể dùng để hỗ trợ. Việc hỗ trợ về tình cảm sẽ giúp vượt qua các cảm xúc tiêu cực.
Sẩy thai là biến chứng thường gặp nhất của giai đoạn đầu thai nghén. Trong số những phụ nữ biết mình có thai, tỷ lệ sảy thai là khoảng 10% đến 20% trong khi tỷ lệ giữa tất cả thai thụ tinh là khoảng 30% đến 50%. Khoảng 5% phụ nữ có hai lần sẩy thai liên tiếp. Một số đề nghị không sử dụng thuật ngữ "phá thai" trong các cuộc thảo luận với những người bị sẩy thai nhằm giảm căng thẳng.

## Nguyên nhân
Đại đa số các trường hợp sảy thai không có nguyên nhân. Vì không thể tìm ra lý do, người mẹ thường có mặc cảm và nhiều khi sai lầm tự trách mình đã làm điều gì đó đưa đến hỏng thai. Đôi khi lại tin vào những thông tin không đúng đắn từ những người khác (như sảy thai là do đi guốc cao gót, leo thang lầu, uống nước lạnh, v.v...).
Một số rất ít thai hư là do sự phát triển bất bình thường của bào thai như rối loạn nhiễm sắc thể (hội chứng Down), thiếu hoặc không có bộ phận quan trọng trong cơ thể (không có não, tim không chia thất v.v...)
Ngoài ra, thai có thể hư khi bị động chạm quá mạnh, như tai nạn xe cộ, té từ cao, hay bị bạo động. Một số sảy thai do bác sĩ gây nên (như tai biến khi chọc ống hút nước ối).
Những yếu tố làm tăng khả năng sảy thai ở người mẹ: tuổi trên 35, có bệnh chuyển hoá hay nội tiết (như bệnh về giáp trạng, đái tháo đường), hoặc bị nhiễm trùng.

## Triệu chứng
Người phụ nữ đang có thai có thể bị sảy thai nếu các triệu chứng như đau bụng, âm đạo ra huyết, hoặc bớt cảm giác mình có thai (ngực hết căng và hết đau, bớt buồn ói, đôi khi có linh cảm sẩy thai).

## Chẩn đoán
Nếu điều kiện cho phép, nên rà siêu âm để xét nghiệm tình hình của thai và để giải đáp những lo âu của người mẹ và cha. Siêu âm có thể cho nhiều thông tin về thai. Thấy được nhịp tim là điều đáng khích lệ. Tuy vậy, nếu tiếp tục ra huyết, nguy cơ sảy thai vẫn khoảng 50%. Khi thấy bọc thai mà không thấy thai là hiện tượng thai rỗng. Đôi khi ra huyết là do nhau bị rách một phần làm chảy máu, nhưng thai vẫn có thể phát triển bình thường. Nếu tử cung trống có thể là sẩy thai đã hoàn tất hoặc thai còn quá nhỏ không thấy được bọc thai. Siêu âm cũng được dùng để tính tuổi của thai. Nếu tính theo ngày có kinh cuối cùng, thụ thai đã lâu mà siêu âm cho thấy bọc thai quá nhỏ, không chia đầu đuôi và không thấy nhịp tim, thì có lẽ thai đã hỏng, không phát triển từ lâu.
Siêu âm cũng có thể cho biết nếu bị trường hợp thai ngoài dạ con. Đây là hiện trạng thụ thai bất thường khi thai đậu trong ống dẫn trứng thay vì trong tử cung. Khi phát triển ngoài tử cung, thai sẽ vỡ, làm chảy máu trong vùng chậu bụng. Nếu không kịp giải phẫu chữa trị nguy cơ tử vong cho người mẹ rất cao.
Trong trường hợp ra huyết nhưng kết quả siêu âm không rõ ràng, có thể thử lượng hormone beta-HCG trong máu vào hai ngày cách nhau khoảng một tuần. Nếu nồng độ tăng lên gấp 3-4 lần có nghĩa là thai vẫn phát triển. Nếu tăng nhưng không tăng nhiều có thể là do thai ngoài dạ con. Nếu giảm là do thai hư.

## Điều trị
Không phải người nào có nguy cơ sảy thai cũng phải vào bệnh viện. Nếu không bị đau bụng, không ra huyết nhiều, bệnh nhân có thể được khám tại phòng mạch bác sĩ và xét nghiệm máu, siêu âm trong vài ngày.
Khi người mẹ mất máu nhiều, trường hợp nên được xem như cấp cứu và cần vào bệnh viện. Tuy nhiên, nhân viên y tế nên dành chút thời giờ giải thích và trấn an người mẹ, người cha trong lúc họ đang hoang mang về sự sống còn của đứa con chưa ra đời. Nếu có thể, nên cho vào phòng xét nghiệm nào riêng biệt, kín đáo, ít ồn ào trong khu cấp cứu.

### Cấp cứu
Khi mất máu nhiều người mẹ có thể bị sốc ví thế nên được chăm sóc trong phòng cấp cứu. Y sĩ lấy máu để thử nghiệm loại máu, hemoglobin và beta-HCG. Nước biển truyền theo kim lớn để tránh huyết áp hạ quá thấp trong khi chờ đợi kết quả về bào thai và loại máu. Ít nhất 4 bịch máu nên được chuẩn bị phòng khi cần nếu ra huyết quá nhiều. Nếu người mẹ có máu nhóm Rh Trừ cần được tiêm anti-D để tránh hiện tượng hoại huyết của thai nhi trong những thai tương lai.
Nếu người mẹ bị đau quá, nên cho thuốc chống đau như morphine. Trong một vài trường hợp bệnh nhân đau quá, mặt nhợt nhạt, vã mồ hôi, hạ áp, có thể là do thai đang bị tống ra nhưng kẹt tại cổ tử cung tạo phản xạ hạ huyết áp. Y sĩ nên dùng dụng cụ mỏ vịt khám cổ tử cung - nếu thấy thai kẹt, nên dùng kìm kéo ra sẽ giúp giảm đau và bình thường hóa huyết áp.
Xét nghiệm cổ tử cung: Nếu cổ tử cung mở rộng, cần phải nạo thai. Nếu cổ tử cung kín, nên xác định có thai ngoài dạ con hay không.

### Nạo tử cung
Bác sĩ chuyên sản khoa sẽ quyết định nạo thai hay không tùy theo kết quả nhiều yếu tố. Nếu siêu âm cho thấy tử cung trống rỗng, không còn thai hay nhau bên trong và bệnh nhân không bị ra máu nhiều, sảy thai coi như hoàn tất và không cần điều trị gì hơn là khuyên nhủ, chia buồn và giải thích vấn đề chấn thương tâm lý. Nạo tử cung lấy nhau và xác thai được tiến hành nếu máu vẫn ra nhiều, thai hỏng khi đã khá lớn và còn nhau trong tử cung. Nếu không nạo, nhau và thai sẽ hư thối trong tử cung có thể gây nhiễm trùng nội mạc và đưa đến nhiều biến chứng nguy kịch như nhiễm trùng huyết và vô sinh.